# Share-alike
Share-alike — описательный термин, используемый в проекте Creative Commons для копирайт-лицензий, которые включают определённые копилефт-положения.

## Основные положения
Конкретное определение, используемое Creative Commons: «Если вы изменяете, трансформируете или берёте за основу данную работу, вы можете распространять полученное произведение только по такой же, подобной или совместимой лицензии.» Однако, общие вариации лицензий share-alike определяют СПО и открытый контент.[неоднозначно] Термин copyleft используется с 80-х для описания этих условий сообществом СПО, но только когда речь идёт о свободных лицензиях.

## Примеры лицензий
- General Public License (GPL) и Free Documentation License (GFDL) проекта GNU похожи на share-alike лицензии.
- Набор лицензий Creative Commons включает в себя более широкий спектр ShareAlike лицензий, которые обозначаются обычно как «-SA», например
  - CC-BY-SA, которая требует аттрибутирование и похожа на GFDL (но несовместима)
  - CC-BY-NC-SA, которая требует только некоммерческое использование — share-alike, но не free content-лицензия и, следовательно, не может считаться копилефт-лицензией.

С другой стороны, есть также много пермиссивных лицензий на СПО, которые не требуют применения условий share-alike, следовательно, разрешающих пользователям делать модификации и улучшения и применять модифицированную и более ограничительную лицензию.

## Версии ShareAlike лицензий Creative Commons
Creative Commons издала 4 версии BY-SA и BY-NC-SA лицензий (1.0, 2.0, 2.5 и 3.0).
- Attribution-ShareAlike Version 1.0 Generic  и Attribution-NonCommerical-ShareAlike Version 1.0 Generic  — выпущены в декабре 2002 года.

- Attribution-ShareAlike Version 2.0 Generic  и Attribution-NonCommerical-ShareAlike Version 2.0 Generic  — выпущены в мае 2004 года.

- Attribution-ShareAlike Version 2.5 Generic  и Attribution-NonCommerical-ShareAlike Version 2.5 Generic  — выпущены в июне 2005 года.

- Attribution-ShareAlike Version 3.0 Unported  и Attribution-NonCommerical-ShareAlike Version 3.0 Unported  — выпущены в марте 2007 года.